# Ferrari Tipo 500
Ferrari 500 або Ferrari Tipo 500 (укр. Феррарі 500) — гоночний автомобіль Формули-2 (F2), розроблений Ауреліо Лампреді і який використовувався Ferrari в 1952 та 1953 роках, коли Чемпіонат Світу проводився за правилами F2.

## Історія
Відому всіх фірму Ferrari в 1940 році заснував автогонщик Енцо Феррарі – людина, котра довела, що мрії збуваються. Він створив не лише автомобільну династію, а й справжній шедевр світового рівня. Феррарі – це стиль і показник смаку для будь-якого автомобіліста.
У 1951-1952 роках Феррарі збудував гоночний автомобіль F500, у якому вперше замість 12 – циліндрового двигуна він встановив 4 – циліндровий. Ця машина мала гарні гальмівні характеристики й оптимальну підвіску, що зменшило зношування шин. Економний двигун дозволяв долати всю дистанцію без дозаправки. Ця модель була не дуже потужною і легкою, але, безумовно, стала кращим одномісним гоночним автомобілем свого часу. У 1952 та 1953 роках відомий гонщик Альберто Аскарі на «Феррарі-500» двічі поспіль ставав чемпіоном світу в Формулі-2, яка тимчасово замінила Формулу-1.

## Результати виступів у Формулі-1
| Рік      | Шасі | Двигун     | Шини | № | Пілоти           | 1           | 2   | 3    | 4    | 5   | 6    | 7   | 8   | 9    | Очки | КК   |
| -------- | ---- | ---------- | ---- | - | ---------------- | ----------- | --- | ---- | ---- | --- | ---- | --- | --- | ---- | ---- | ---- |
| 1952     | 500  | 500 2.0 L4 | P    |   |                  | ШВЕ         | 500 | БЕЛ  | ФРА  | ВЕЛ | НІМ  | НІД | ІТА |      | n/a1 | n/a1 |
| 1952     | 500  | 500 2.0 L4 | P    | 1 | Альберто Аскарі  |             |     | 1    | 1    | 1   | 1    | 1   | 1   |      | n/a1 | n/a1 |
| 1952     | 500  | 500 2.0 L4 | P    | 2 | Джузеппе Фаріна  | Схід/ Схід2 |     | 2    | 2    | 6   | 2    | 2   | 4   |      | n/a1 | n/a1 |
| 1952     | 500  | 500 2.0 L4 | P    | 3 | П'єро Таруффі    | 1           |     | Схід | 3    | 2   | 4    |     | 7   |      | n/a1 | n/a1 |
| 1952     | 500  | 500 2.0 L4 | P    | = | Луїджі Віллорезі |             |     |      |      |     |      | 3   | 3   |      | n/a1 | n/a1 |
| 1952     | 500  | 500 2.0 L4 | P    | - | Андре Саймон     | Схід2       |     |      |      |     |      |     | 6   |      | n/a1 | n/a1 |
| 1953     | 500  | 500 2.0 L4 | P    |   |                  | АРГ         | 500 | НІД  | БЕЛ  | ФРА | ВЕЛ  | НІМ | ШВЕ | ІТА  | n/a1 | n/a1 |
| 1953     | 500  | 500 2.0 L4 | P    | 1 | Альберто Аскарі  | 1           |     | 1    | 1    | 4   | 1    | 8 2 | 1   | Схід | n/a1 | n/a1 |
| 1953     | 500  | 500 2.0 L4 | P    | 3 | Джузеппе Фаріна  | Схід        |     | 2    | Схід | 5   | 3    | 1   | 2   | 2    | n/a1 | n/a1 |
| 1953     | 500  | 500 2.0 L4 | P    | 4 | Майк Хоторн      | 4           |     | 4    | 6    | 1   | 5    | 3   | 3   | 4    | n/a1 | n/a1 |
| 1953     | 500  | 500 2.0 L4 | P    | 5 | Луїджі Віллорезі | 2           |     | Схід | 2    | 6   | Схід | 8 2 | 6   | 3    | n/a1 | n/a1 |
| Джерела: |      |            |      |   |                  |             |     |      |      |     |      |     |     |      |      |      |

- 1 – The Constructors' World Championship did not exist before 1958.
- 2 – Спільний диск / англ. Shared Drive.

## Фотогалерея

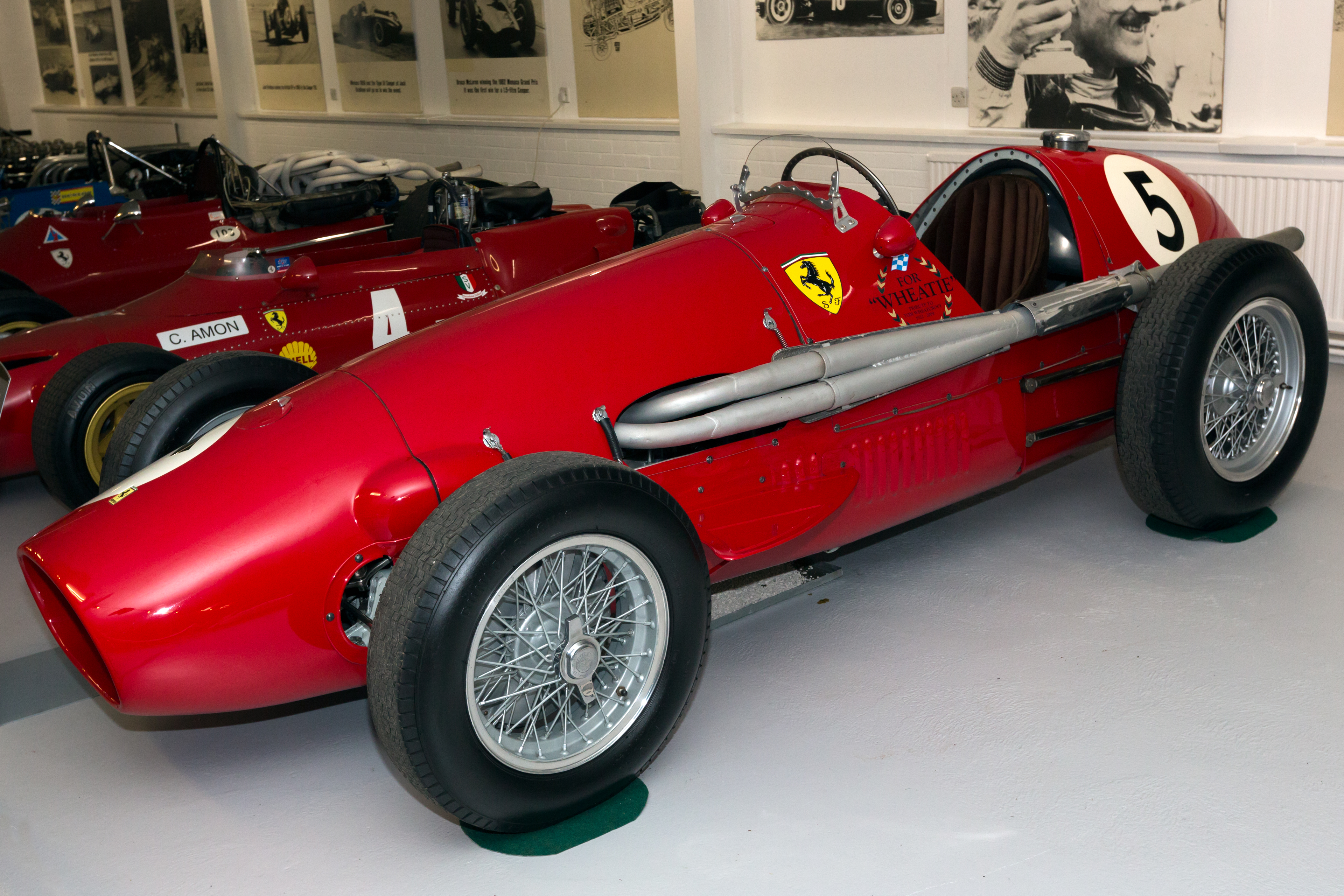
1952 Ferrari 500 F2 s/n 005, музей «Donington Grand Prix Collection».
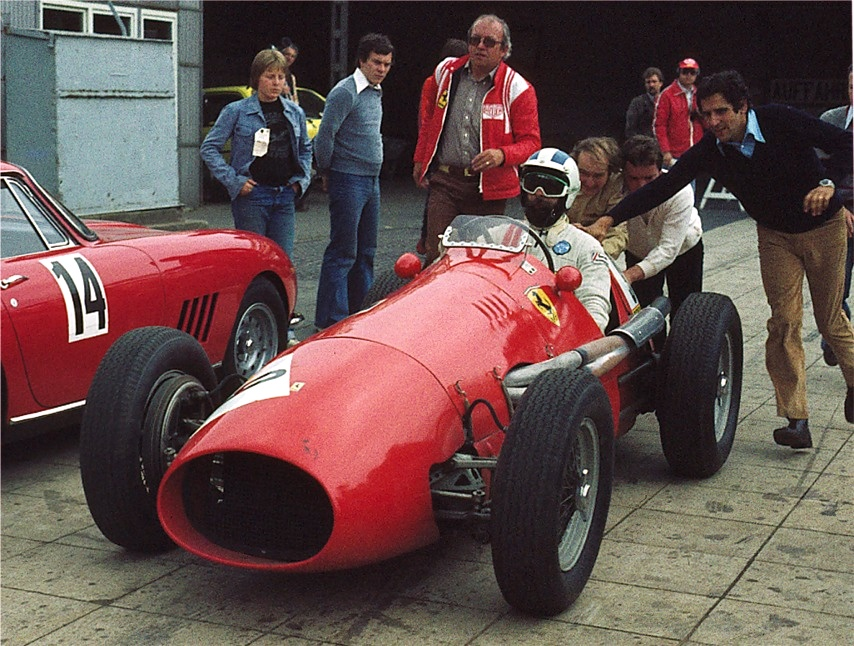
1978 рік.
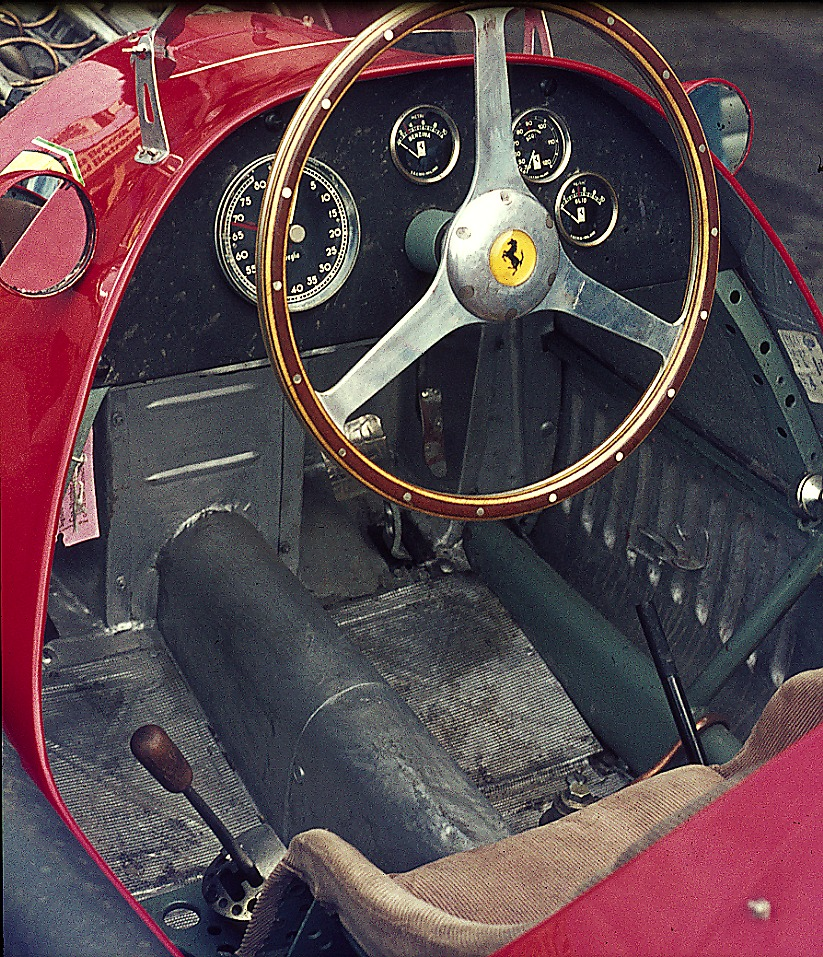
Кабіна.
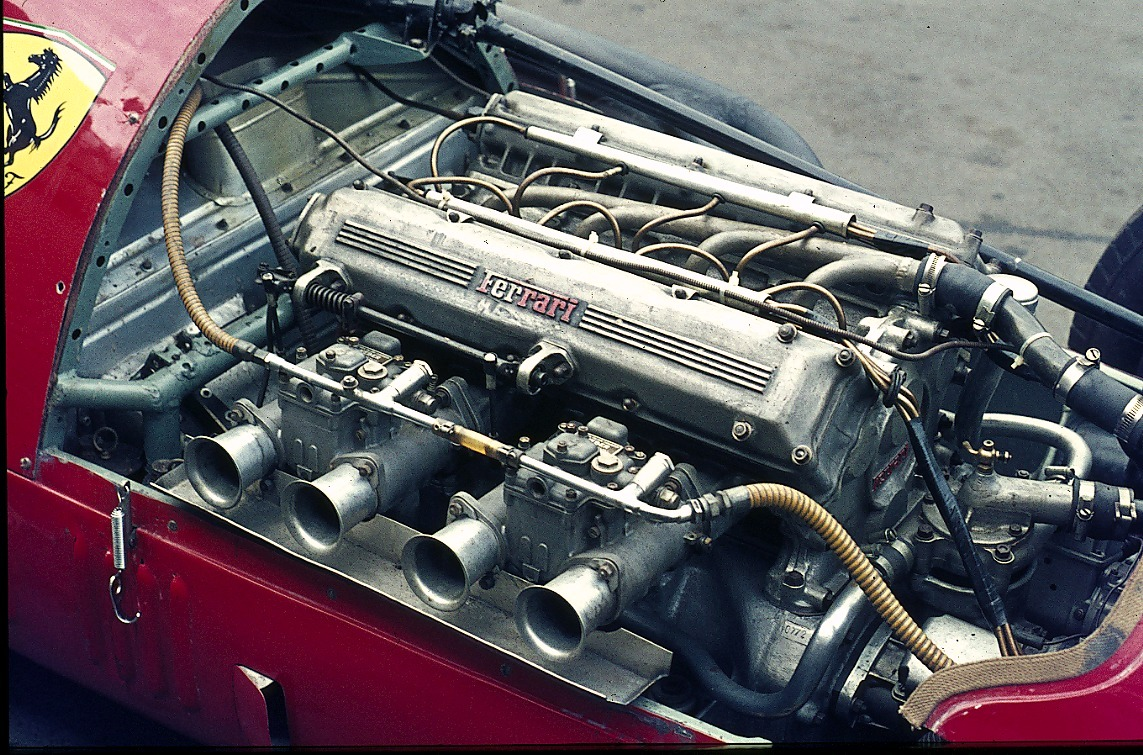
Двигун серії Ferrari Lampredi.
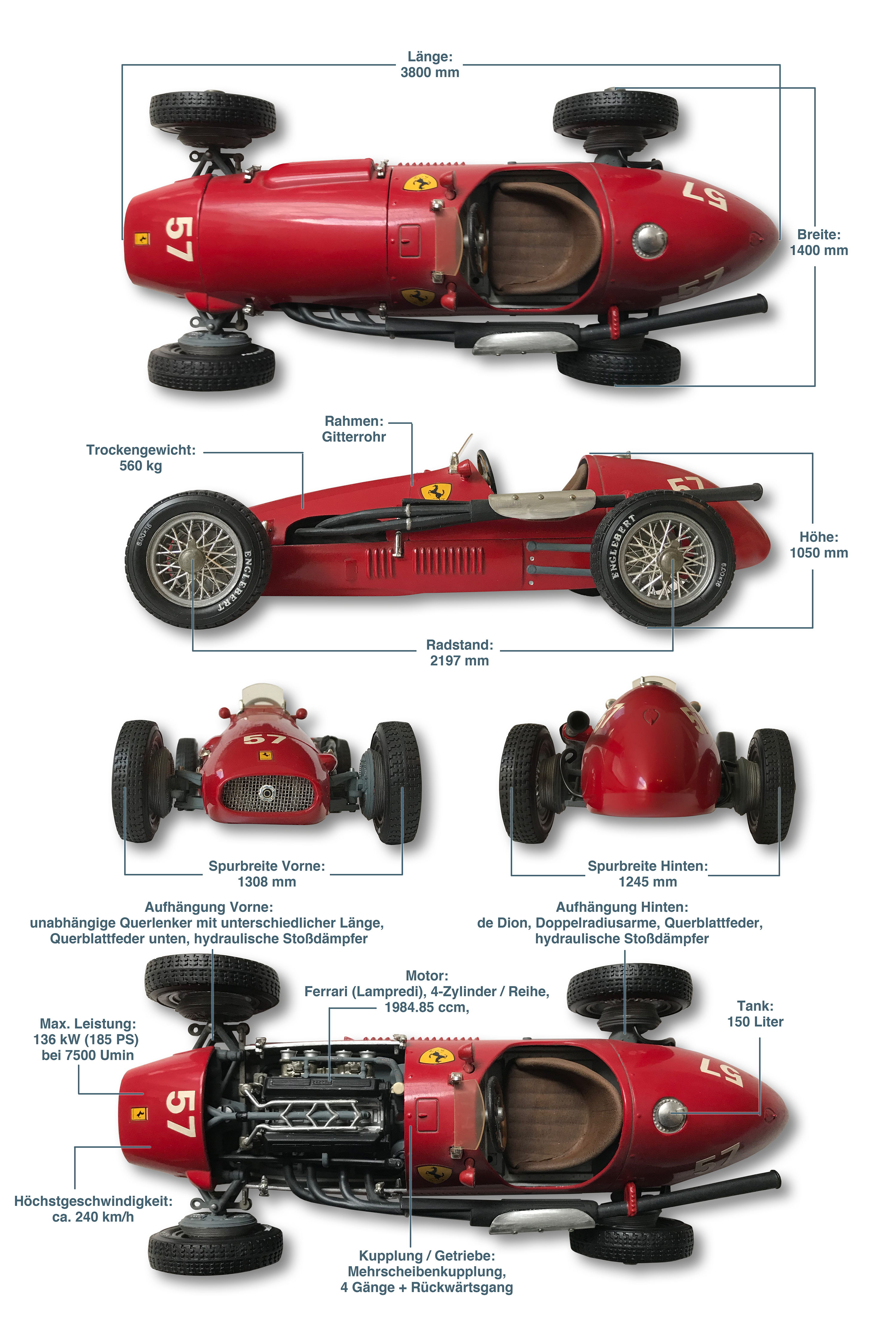